# مایسبورن
مایسبورن (به آلمانی: Maisborn) یک شهر در آلمان است که در راین-هونسروک واقع شده‌است. مایسبورن ۱۳۵ نفر جمعیت دارد.